# 中野孝憲
中野 孝憲（なかの たかのり、1936年7月23日 - 2016年4月12日）は、元大阪フィルハーモニー交響楽団のチェロ奏者であり、津軽三味線の奏者。
チェロの弓の使い方（UPとDOWN）記号を一般的な三味線用に使われていた三線譜に取り入れ、初めて津軽三味線用の楽譜を作った人物。
演奏家としての活動と共に、津軽民謡・津軽三味線を後世に伝えるために生涯を捧げた。
孝憲が育てた代表的津軽民謡・津軽三味線の後継者には、「第57代青森県民謡王座」である次女・中野みち子がいる。

## 文化継承の功績
孝憲が初めての津軽三味線の楽譜を出版した1984年当時、津軽三味線は聴いて覚えるもので、習得には非常に年月がかかるものだった。
しかし孝憲は、多くの人に津軽三味線を学んでもらいたいと、津軽三味線用初の楽譜を使った指導を始め、津軽三味線の習得方法に、旋風を巻き起こす。
以降、楽譜で学んだ多数の三味線奏者が生まれることとなった。今では、全国で津軽三味線の大会が行われるほど津軽三味線の人気は高まり、海外、特に台湾でも大会が開かれるようになった。
高橋竹山の活躍と共に、孝憲は、津軽三味線という文化継承に多大な貢献をしたと言える。

## 生涯
1936年7月23日、徳島県羽ノ浦（現在の阿南市）に、生まれる。
高校から、関西交響楽団（現在大阪フィル）の首席チェリスト伊達三郎に師事する。大阪学芸大学特設音楽課程チェロ科を卒業。1958年に朝日放送ABCサロンアンサンブルにチェリストとして入団。1年後、関西交響楽団（現在大阪フィル）へ入団。日本指折りの指揮者、朝比奈隆や近衛秀麿の元で演奏。
1971年、津軽三味線奏者になるべく、青森に移住。民謡酒場などで見習いをしながら、津軽三味線を勉強。聴いた曲を楽譜にすることができたため、当時の三味線奏者が驚くスピードで三味線を習得し独立。
1982年、『津軽三味線　リズムの秘密』を出版。孝憲は、当時では類を見ないチェロと津軽三味線の奏者とし、「和」&「洋」両方の音楽を理解した立場より、津軽三味線のリズムとその採譜について、分析、解説。
より多くの人に津軽三味線を学んでもらいたいという願いから、津軽三味線の楽譜を用意。1983年3月にTBSテレビで放送された『面白人間』の番組内で、既に楽譜を使って教えていると報道されている。1984年には、津軽三味線を三線譜にした最初の楽譜集『津軽三味線のバイエル』を出版。1998年には、最初のバイエルに、楽曲を追加した『津軽三味線の教則本』を出版。
演奏活動と平行し、津軽民謡・津軽三味線の指導に力を注ぐ。全盛期では、県外からも中野孝憲を慕って習いに来る生徒もいて、青森の津軽三味線を教えている団体の中では、TOP3の規模を誇った。

## 講師歴
- 青森明の星短期大学 チェロ・コントラバスおよび日本音楽学講師
- NHK文化センター三味線講座講師　（青森市・弘前市）
- エルム文化センター三味線講座講師　（五所川原）
- 中野音楽教室主宰 （ピアノ、チェロ、コントラバス、津軽民謡など）

## 出版物
- 『津軽三味線 リズムの秘密』（ 1982年）
西洋音楽と津軽三味線・民謡を熟知した観点から、その秘密を分析、解説
- 『津軽三味線のバイエル』（1984年）
津軽三味線用に初めて作成された教科書（楽譜集）
チェロの楽譜をヒントにバチさばきを記すなどし、聴き覚えで学ばれていた津軽三味線の世界に旋風を巻き起こす
- 『音楽の地動説』（1989年）
地元の雑誌に連載していたエッセイのコンピレーション、他
- 『津軽三味線の教則本』（1998年）
上記バイエルに、更に楽曲を追加

## 執筆活動
- グラフ青森連載 （1983年7月 - 1985年4月）
- 歌舞劇団・田楽座冊子連載 （1990年2月 - 1992年12月）
- 河北新報、月刊キャロットなど

## 演奏活動
孝憲は、全国で演奏活動を行ったが、海外での演奏もしている。
- 1985年7月 - 8月、日本音楽協議会代表団のメンバーとして、世界青年学生祭典のため、ソビエト連邦（現在のロシア）モスクワで、演奏
- 1987年3月 - 5月、鬼太鼓座のゲストパフォーマーとして、北米ツアーに参加

小澤征爾のいた「ボストンシンフォニーホール」でなど、ボストン、ヒューストン、デンバー、ロサンゼルス、サンフランシスコなど各地で公演
- 1989年6月 - 7月、世界青年学生祭典のため北朝鮮にて演奏
- 1995年7月、モンゴル公演

## その他の活動
- 青森放送RAB（ラジオ）
毎週、自宅で電話を取り、音楽に関するエピソードや、気に入っている曲を流していた。
- 第17回東京家政大学フラウェンコール定期演奏会（1980年）&上智大学グリークラブ東京家政大学フラウエンコールジョイントコンサート（1981年）
「津軽の糸―高橋竹山の半生を歌う―」の三味線奏者として招かれる

参考URL
- http://www.nakano-shamisen.com 〈中野三絃会公式HP(中野音楽教室・中野三弦会の後継)〉

- https://www7a.biglobe.ne.jp/~amusic/un0406-2.html
- http://tkfrauen.gooside.com/kako11-20.html

## 日本音楽学会での研究発表
参考URL：　http://web.cc.iwate-u.ac.jp/~music/meeting.html
- 1983年 - 「小泉文夫氏の採譜の方法について」
- 1984年 - 「津軽あいや節・採譜の試み」「津軽じょんがら節　一三味線前びきの採譜と間の問題」
- 1986年 - 「津軽おはら中節三味線前弾き採譜の試み（変化するリズムと変化を統一するリズムについて）」

「津軽民謡の中にあるポリ・リズムについて」
- 1988年 - 「単間組間論」
- 1991年 - 「児童発声について」